# Hertfordshire
Hertfordshire är ett ceremoniellt och administrativt grevskap i England i Storbritannien. Hertfordshire ligger norr om Greater London. Öster om Hertfordshire ligger Essex, i väster Buckinghamshire och i norr ligger Bedfordshire, Luton och Cambridgeshire. De fem största tätorterna i grevskapet är (2024) Hemel Hempstead, Stevenage, Watford, St Albans och Welwyn Garden City.

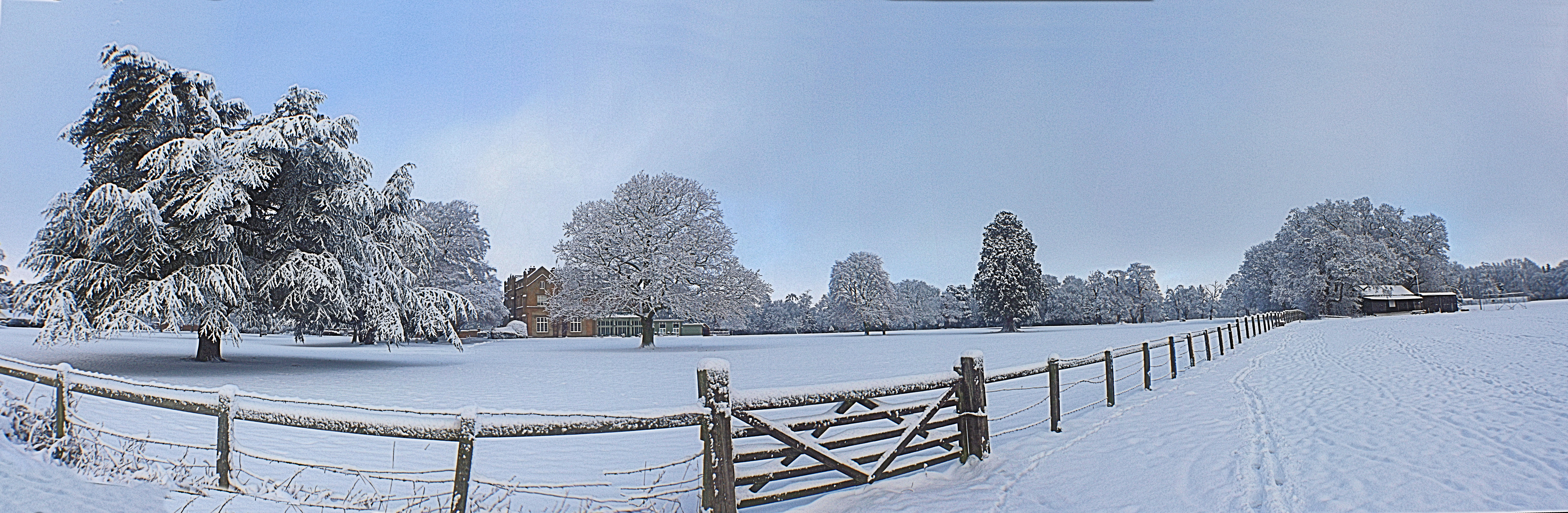
Vintriga fält vid Offley i Hertfordshire.

## Administrativ indelning
Hertfordshire är dels ett ceremoniellt grevskap (ceremonial county), dels ett administrativt grevskap som är en typ av sekundärkommun (non-metropolitan county). Det administrativa grevskapet är indelat i tio distrikt (non-metropolitan districts), som är en typ av primärkommun.
| Nr | Distrikt            | Distrikten i det ceremoniella grevskapet Hertfordshire |
| -- | ------------------- | ------------------------------------------------------ |
| 1  | North Hertfordshire |                                                        |
| 2  | Stevenage           |                                                        |
| 3  | East Hertfordshire  |                                                        |
| 4  | Dacorum             |                                                        |
| 5  | St Albans           |                                                        |
| 6  | Welwyn Hatfield     |                                                        |
| 7  | Broxbourne          |                                                        |
| 8  | Three Rivers        |                                                        |
| 9  | Watford             |                                                        |
| 10 | Hertsmere           |                                                        |

## Personer från Hertfordshire
- Victoria Beckham, sångerska
- Simon Le Bon, sångare
- Deep Purple, band
- Edmund av Langley, prins, son till Edvard III av England
- Enter Shikari, rockband
- Graham Greene, författare
- Rupert Grint, skådespelare
- Hadrianus IV, påve
- Lewis Hamilton, formel 1-förare
- George Michael, sångare
- Alex Pettyfer, skådespelare
- Graham Poll, fotbollsdomare
- Jonathan Power, författare
- Ed Westwick, skådespelare
- The Who, band
- Madeleine Wickham, författare
- Kim Wilde, sångerska
- Jack Wilshere, fotbollsspelare